# 바부르 (순항유도탄)

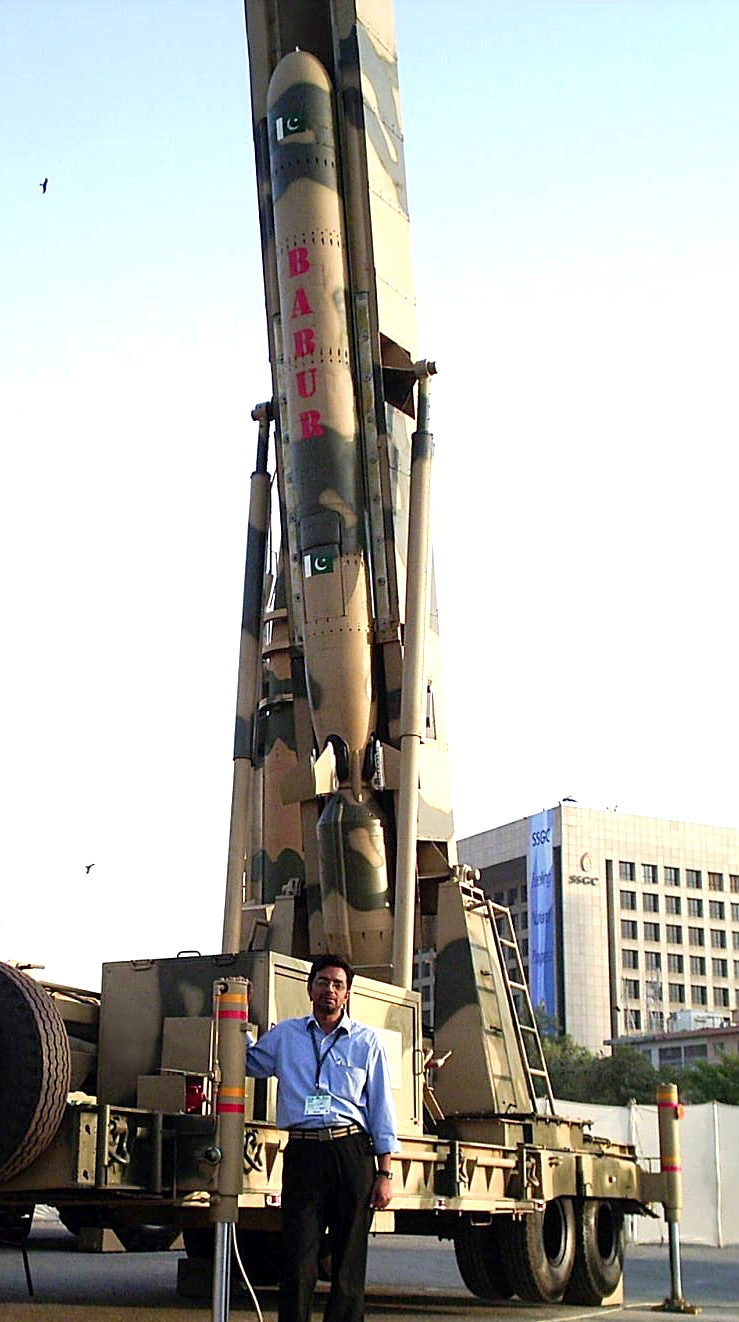

바부르 순항미사일(우르두어: بابر)은 파키스탄에서 개발한 순항 미사일로, 핵탄두를 장착 가능한 순항 미사일로 사정거리가 700km의 위력을 갖고 있다. 인도의 브라모스 순항미사일을 개발에 분노를 느낀 파키스탄은 핵탄두 장착 가능한 순항미사일을 개발하였는데 이는 인도 북부의 사정권에 둔 것이었다.

## 제원
- 사정거리: 700km
- 탄두중량(추정): 500~700kg
- CEP: 3m
- 유도방식: INS, GPS, TERCOM, DSMAC
- 탄두위력: 30~90kt

## 순항미사일의 특징

### 장점

#### 정밀한 타격을 할 수 있다.
GPS와 INS(관성항법장치)의 유도를 받아서 표적까지 비행해서 타격하기 때문에 오차 범위가 10m도 안 된다. 건물의 창문을 뚫을 정도로 정밀하기 때문에 상당히 높은 명중률을 자랑한다. 순항 미사일은 정밀 타격의 장점 때문에 적군에게 전력을 공급해주는 전력 시설을 타격하거나, 적의 탄도 미사일 발사대를 타격하거나, 적의 공군 비행장의 활주로에 구멍을 내서 적의 작전활동을 방해하는 효과를 볼 수 있다.

#### 비행기처럼 궤도를 변경하며 비행할 수 있다.
순항미사일은 비행기와 같이 연료가 감당할때까지 몇 시간을 비행할 수 있고 날개도 달려있기 때문에 비행기처럼 비행항로도 변경할 수 있고 요격기가 순항미사일을 격추할 목적으로 공격해올때 회피 기동도 할 수 있다. 순항 미사일은 자폭 무인기와 같다.

#### 저고도로 날 수 있기 때문에 탐지되기가 어려울 수 있다.
순항미사일은 비행기처럼 비행항로를 수정해가며 날 수 있는 특성 때문에 낮은 높이에서 날 수도 있고, 산맥 사이에서도 비행할 수도 있다. 지구는 둥근데 레이다 전파는 직선으로 나가기 때문에 지상에 설치된 레이다로는 산맥 사이에서 비행하는 소규모 표적을 식별하는데에 제한된다. 적 입장에선 이런 상태의 순항 미사일을 지상 레이다만으로 탐지하기 어려울 뿐더러 탐지하지 못하니 대공 미사일로 요격도 어려워 방공망이 제역할을 하기에 제한된다.

### 단점

#### GPS 위성을 같이 사용해야한다.
순항미사일은 GPS 유도가 필요하기 때문에 표적까지 비행하기 위해선 GPS 위성의 유도를 받아야 한다. 물론 INS(관성항법장치) 유도를 이용해서 발사할 시점부터 입력된 비행항로로 비행할 수가 있다. INS 장치에 내장된 가속도를 이용해서 비행한 거리, 방향감과 현재 위치를 파악할 수 있어서 GPS에 비해 정밀도도 뒤떨어지지 않는다. 그러나 INS 유도의 치명적인 결점은 처음 미사일을 발사했을 때 미사일에 입력해줬던 비행항로로만 가야 한다. 적군의 요격기가 격추하러 접근해오는 돌발 상황이 발생했을 때, 이런 비상 상황에서 새로운 비행 항로로 비행할 수도 없다. 초음속을 제외한 통상의 대부분의 순항 미사일들은 마하1도 안되는 시속 1,200km/h 미만의 속도로 비행한다. 여객기랑 다를 바가 없는 느린 속력이기 때문에 1,000km 사거리를 공격하려해도 1시간이나 비행해야하는데 그 1시간 동안 돌발적인 상황에 대처할 능력이 없다. GPS 위성이 있다면 돌발 상황에도 대처할 수 있지만, 처음 발사할 때 설정해준 비행 항로밖에 없는 INS 유도의 순항미사일은 생존성이 극히 떨어진다. GPS 위성도 없는 국가가 사용하는 순항미사일은 생존성을 보장받기도 어렵기에 GPS 위성을 반드시 같이 사용해야 한다.

#### 화력이 높지 않다.
탄도 미사일은 탄두가 거대하며 포물선을 그리며 지상을 향해 마하5 이상의 속력으로 내리찍기 때문에 파괴력이 순항미사일보다 상대적으로 높다. 그러나 순항미사일은 최신형 초음속 순항미사일을 제외하고는 마하1의 속도에 포물선을 그리지도 않고 비행기처럼 날아가다가 자폭하듯이 폭발해서 타격하는 미사일이다. 탄두의 폭발력이 탄도미사일에 비해 부족할 수 밖에 없다. 순항 미사일은 탄도미사일의 부족한 요격 대응 능력과 정밀 타격 능력을 대체할 수 있는 미사일이지만, 화력은 열세한 편이다. 순항미사일은 대게 탄도미사일보다 크기도 작다.

## 비교되는 미사일
- 미국
  - 토마호크 미사일(2,500 km)
- 러시아
  - AS-15 장거리 공대지 순항 미사일 (3,000 km)
  - SS-N-26 함대함 순항 미사일 (300 km)
  - SS-N-22 함대함 순항 미사일 (120~200 km)
- 일본
  - ASM-2 공대지 순항 미사일 (100 km)
- 중화인민공화국
  - DH-10 순항미사일(4,000 km)
  - HN-3 공대지순항미사일(3,000 km)
  - SS-N-27 잠대지 순항 미사일 (275 km)
- 조선민주주의인민공화국
  - HY-2 지대함 순항 미사일 (120 km)
- 대한민국
  - 현무-3 순항 미사일 (500~1500 km)
- 중화민국
  - 슝펑 순항 미사일 (130~800 km)

## 같이 보기
- 미사일 목록